# Magnolia japońska

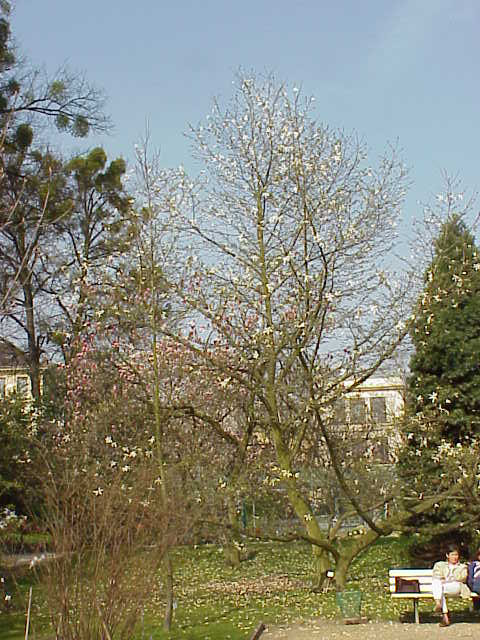
Pokrój

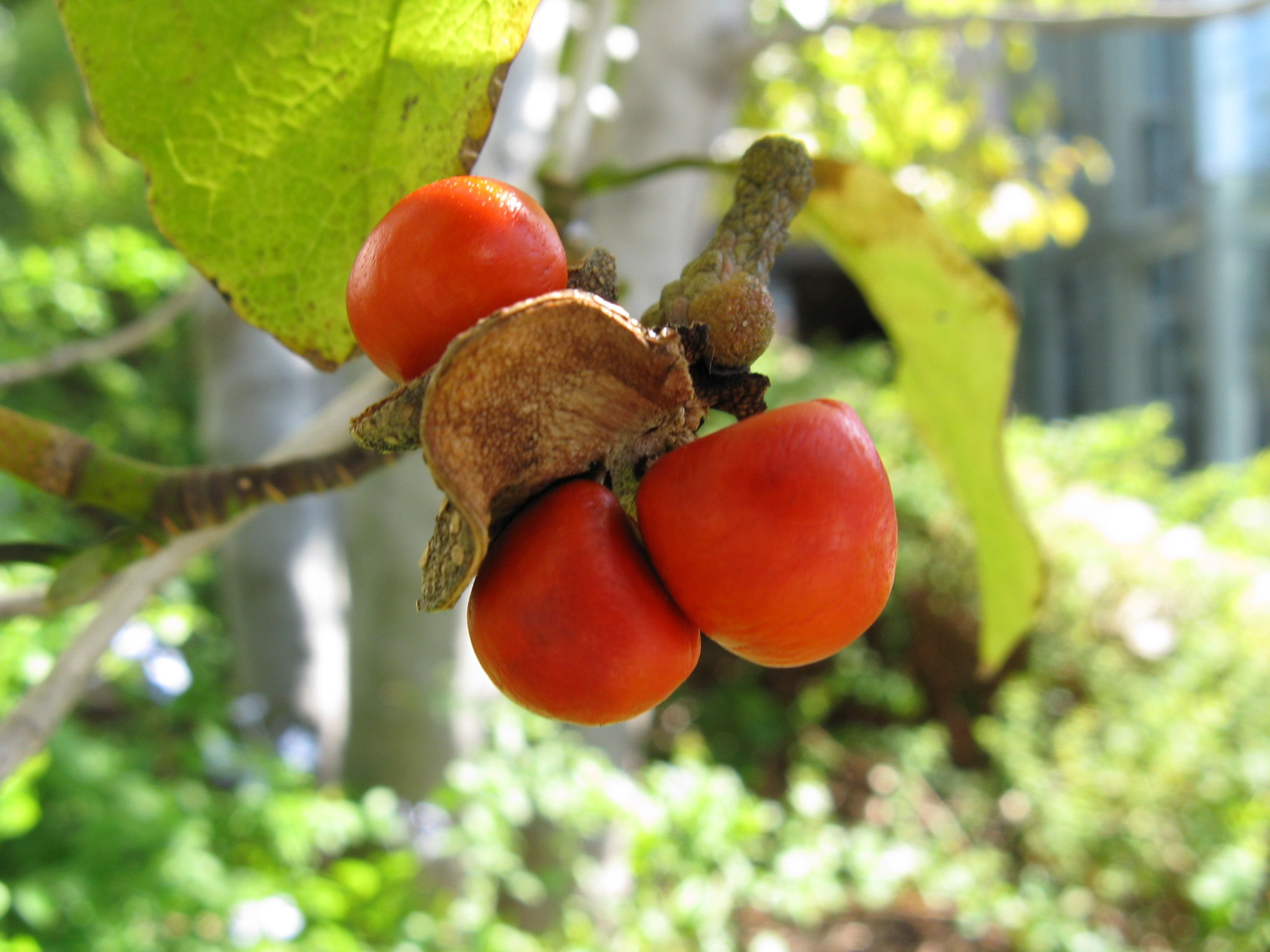
Owoce

Magnolia japońska (Magnolia kobus DC.) – gatunek drzew lub krzewów, należący do rodziny magnoliowatych. Pochodzi z Korei i Japonii. W Polsce nie występuje w środowisku naturalnym, jest uprawiana jako roślina ozdobna w parkach, ogrodach botanicznych i ogródkach przydomowych. Jest też wykorzystywana jako podkładka dla innych gatunków magnolii.

## Morfologia
PokrójDrzewo lub krzew. Jest największą z magnolii uprawianych w przydomowych ogródkach, osiąga wysokość do 10 metrów. Ma piramidalną koronę, nisko rozgałęziającą się nad ziemią. Pędy cienkie i nagie, pachnące żywicą. Pojedyncze duże pąki, jedwabiście owłosione, osadzone na końcach gałązek. U starszych drzew gałęzie pokładają się na ziemi i ukorzeniają.
LiściePojedyncze, duże (5-15 cm), odwrotnie jajowate i nieowłosione, błyszczące. Sproszkowane liście magnolii japońskiej są używane na Dalekim Wschodzie do przyprawiania ryżu.
KwiatySą główną ozdobą magnolii. Duże, szeroko otwarte kwiaty o 6 płatkach, mają biały kolor i lekko pachną. Rozwijają się wiosną, jeszcze przed pojawieniem się liści (kwiecień-maj). Ten gatunek magnolii zakwita dopiero po kilkunastu latach od posadzenia. Starsze magnolie kwitną bardzo obficie. Jej kwiaty są mniej dekoracyjne, niż kwiaty magnolii pośredniej i magnolii gwiaździstej.
OwocMieszek zawierający bardzo dekoracyjne nasiona z czerwoną osnówką. Roślina może być rozmnażana przez nasiona.

## Zmienność
Wyróżnia się dwie odmiany:
- var. kobus
- var. borealis Sarg.

## Uprawa
- Wymagania. Magnolie najlepiej rosną w miejscach zasłoniętych od wiatru, na stanowiskach słonecznych, lub półcienistych.
- Sposób uprawy: sadzi się je w dole wypełnionym przygotowaną wcześniej żyzną ziemią zmieszaną z obornikiem lub torfem. Po zasadzeniu roślinę podlewa się, a glebę wokół ściółkuje korą lub torfem.